# Francisco Añón Paz
Francisco Añón Paz (Boel (Outes), 1812 - Madrid, 1878) fou un periodista i poeta gallec, precursor del Rexurdimento.

## Biografia
Va néixer al llogaret de Boel, a Outes (La Corunya), fill de llauradors acomodats. Va estudiar Filosofia i Teologia en el Seminari de Santiago de Compostel·la i es va llicenciar en Jurisprudència en la universitat d'aquesta ciutat (1845). Va participar en les activitats de l'Acadèmia Literària i va col·laborar amb la primera generació provincialista. Entre 1840 i 1846 va col·laborar en els periòdics gallecs El Porvenir, El Idólatra i El Recreo Compostelano. Per la seva participació en la revolució de 1846 va haver d'emigrar a Lisboa, on vivia com a llibreter el seu cosí Diego Campos, però també va ser expulsat d'allí en 1850 a causa d'haver publicat la seva Himne dos povos.
Va aprofitar per a viatjar per França, Itàlia i el sud d'Espanya al servei de lord Shanford, un anglès, fins a 1853. Després va residir a Sevilla i Madrid (1861), on va viure del periodisme i fent classes d'idiomes a domicili. Va tornar a Portugal i després de la Gloriosa (setembre de 1868) va tornar definitivament a Madrid, encara que va estar a Galícia un any (1868-1869). Durant uns mesos va treballar com funcionari del Ministeri de Gràcia i Justícia, però va cessar al cap de poc. Va malviure escrivint fins que el 1875 es va fundar a Madrid l'associació "La Galícia Literària", de la qual va ser nomenat president. Aquesta associació, creada per Vesteiro Torres, va tenir com fi reunir als intel·lectuals gallecs de Madrid i animar-los a escriure. Añón va passar els seus últims anys en la pobresa i va morir el 20 d'abril de 1878 a Madrid en la misèria. Fou enterrat en el Cementiri Nord, però les seves restes van anar a passar amb el temps a una fossa comuna.

## Obres
Moltes de les seves poesies s'han perdut o caminen disperses per periòdics. La Biblioteca de La Concordia, en Vigo, va editar la primera col·lecció en 1878. En 1879 el semanario El Tambre, de Noia, publica les seves poesies en fullets. En 1889 es va publicar l'edició de la Biblioteca Gallega de Martínez Salazar a La Corunya, en el tom XIX, sota el títol Poesías gallegas y castellanas. Xosé María Álvarez Blázquez va rebre l'obra inèdita d'Añón que posseïa el seu renebot, i amb tot aquest material i el ja publicat amb anterioritat, Fernando Bel Ortega va fer la seva tesi doctoral (1991) en la qual constituïx la recopilació més completa: 39 poemes en gallec, 7 en portuguès i 107 en castellà.
S'ha dit que és el poeta més popular de Galícia, i part d'aquesta popularitat deriva que Curros Enríquez ho va escollir com guia en el seu Divino Sainete; Treballs ho admirava com o vello mestre i s'identificava amb les seves idees progressistes i anticlericals. Fora dels molts poemes de circumstàncies que constituïxen el més nombrós de la seva producció, prenyats de sàtira i humor, la seva poesia apareix tenyida d'una profunda morriña, enyorança ("Recordos da infanza", 1845, retocat anys després) i amor a la pàtria gallega, com en la seva "Himno a Galicia". Un altre segon grup canta costums i tipus populars de Galícia, on no falta el toc irònic. El més famós és "Alma en pena" (1860). Anteriors a 1862 són "O magosto" i "A leiteira". Hi ha també epigrames i poemes amorosos: "Amor precipitado" (1869) o "A Sabeliña".
Si per alguna cosa va ser conegut Añón fou per ser el poeta dels himnes, destacant el "Himno a la agricultura" (1873), l'"Himno dos povos" (en portuguès) o els poemes dedicats a Galícia. Els temes recurrents en la seva poesia són el paisatge, els records d'infància, la denúncia de la situació de Galícia i l'esperança en el progrés futur. En els primers poemes predominen els dos temes primers i en els últims els següents van cobrant protagonisme.